# 即時荷重インプラント
即時荷重インプラント（そくじかじゅうインプラント）とは、デンタルインプラントを植立してすぐ（48時間以内が国際定義）仮に人工歯をインプラント上に装着する歯科治療である。

## 概要
下顎の歯で2ヶ月、上顎の歯で2～６ヶ月程度、骨とインプラントが細胞レベルでくっ付くのを待った後に最終的なセラミック等の人工の歯の装着を行う。通常、抜歯後からインプラント埋入までは数ヶ月待つ必要があったが、抜歯と同時にインプラントを埋入することで、治療期間を短縮できるようになった。
従来のインプラント治療では、インプラント支持で固定された歯を直ぐに装着することはしてはならない、とされていた為に、患者にとっては、手術を受けたあと部分入れ歯を使用しなければならないとか、歯がないままに待たねばならない、と言う非常に不便なことがあったため、それを解決する方法として考案された。
但し、技術的には大変に高度なものが必要とされ、高度な技術を持った専門家でなければ著しく成功率は劣ることが、2018年現在では大きな問題となっている。
また、患者の顎の骨の状態も骨量や骨密度が十分ある等、かなり条件の整った顎でなければ適用できない、と一般的にされている。
但し、技術の高い専門家なら、かなりの症例でも即時荷重インプラントで、患者に即日に審美的な歯を入れることに成功し続けている。
また、治療内容により治療費も当然高額となる。
全顎的に行われることが非常に多く、総義歯になってしまった方の即日機能回復を目的として多く行われているが、患者によっては残っている歯を全て抜歯してでも、全顎的即時荷重インプラント治療にされてしまう、と言う最大の欠点がある。
これは、本来患者側の立場に立った即時荷重インプラント治療なら、部分的に歯がなくなった所に即時荷重インプラントをして、残存歯を守る為になされるべきであり、残存歯まで全て抜いて全顎即時荷重インプラントに持ち込むのは、医療行為としてしばしば疑問を呈される。
ノーベルバイオケア社が、即時負荷と言う名称を商標登録して、ポルトガルのDR.マロ考案のAll-on-4と言う即時荷重インプラント治療（ノーベルバイオケア社は即時負荷と呼ぶ）を2004，5年頃から世界中で普及させている。
All-on-4が即時荷重インプラント（即時負荷インプラント）の始まりと誤解されているが、それ以前1990年代後半より論文報告が幾つも出ており、事実は初期は特にストローマンインプラントでの報告が殆どである。
2018年現在、即時荷重インプラント治療は1本の歯がない症例から部分的に歯がない症例、そして全て歯がない症例にまで適応症を広げている。
このうち、部分的に歯がない症例への即時荷重インプラントの適応は即時荷重インプラント治療の中でも最も難易度が高いとされており、世界の学会でも担当する専門医の腕次第で成功率が大きく異なるとされている。